# Аламида (Калифорнија)
Аламида (енгл. Alameda) град је у америчкој савезној држави Калифорнија. По попису становништва из 2010. у њему је живело 73.812 становника.

## Демографија
Према попису становништва из 2010. у граду је живело 73.812 становника, што је 1.553 (2,1%) становника више него 2000. године.
| Група             | 2000.          | 2010.          |
| Белци             | 37.921 (52,5%) | 33.468 (45,3%) |
| Афроамериканци    | 4.488 (6,2%)   | 4.759 (6,4%)   |
| Азијати           | 18.894 (26,1%) | 23.058 (31,2%) |
| Хиспаноамериканци | 6.725 (9,3%)   | 8.092 (11,0%)  |
| Укупно            | 72.259         | 73.812         |